# Édouard Cour
Édouard Cour est un auteur de bande dessinée français, né le 9 novembre 1986 à Orsay (Essonne).

## Biographie
Édouard Cour est diplômé de l'École d’Arts Plastiques de Paris et est titulaire d'un Master, section Design Visuel, à l’Institut d’Arts Visuels d’Orléans.
Entre 2012 et 2015, il a publié une trilogie, Herakles,  aux éditions Akileos.

## Œuvres
- Héraklès, série en 3 volumes relatant les exploits d'Héraklès, parue entre 2012 et 2015 aux éditions Akileos.
- O Senseï[1], one shot, paru en 2016 aux éditions Akileos.  (ISBN 978-2-35574-260-6) (BNF 45101347)
- L'extrabouriffante aventure des Super Deltas, aux éditions Akileos.

1. L'Appel, mai 2017  (ISBN 978-2-355-74305-4)
2. L'Invasion[2], mars 2018  (ISBN 978-2-355-74331-3)

- Les Souvivants[3] (dessin et couleurs), scénario de Davy Mourier, Delcourt, coll. Une case en moins, 2019  (ISBN 978-2-413-01851-3)
- ReV, aux éditions Glénat, paru en 2022  (ISBN 978-2-344-05088-0)